# 樂民站
樂民站（：／ Nangmin yeok */?）是釜山地鐵4號線沿線的一座地下車站，位於韓國釜山廣域市东莱区樂民洞。

## 車站結構
站體為1面2線島式月台的地下車站，候車月台設有月台幕門，並有4處出口。

### 月台配置
| 壽安 ↑   |
| 下 上 \| |
| ↓ 忠烈祠 |

| 月台 | 路線               | 目的地                 |
| ---- | ------------------ | ---------------------- |
| 上行 | ●釜山都市铁道4号线 | 美南方向               |
| 下行 | ●釜山都市铁道4号线 | 忠烈祠、石坮、安平方向 |

## 歷史
- 2011年3月30日：落成啟用。

## 車站周邊
- 東萊市場
- 東萊高校
- 釜山東萊警察署
- 釜山忠烈祠

## 圖片

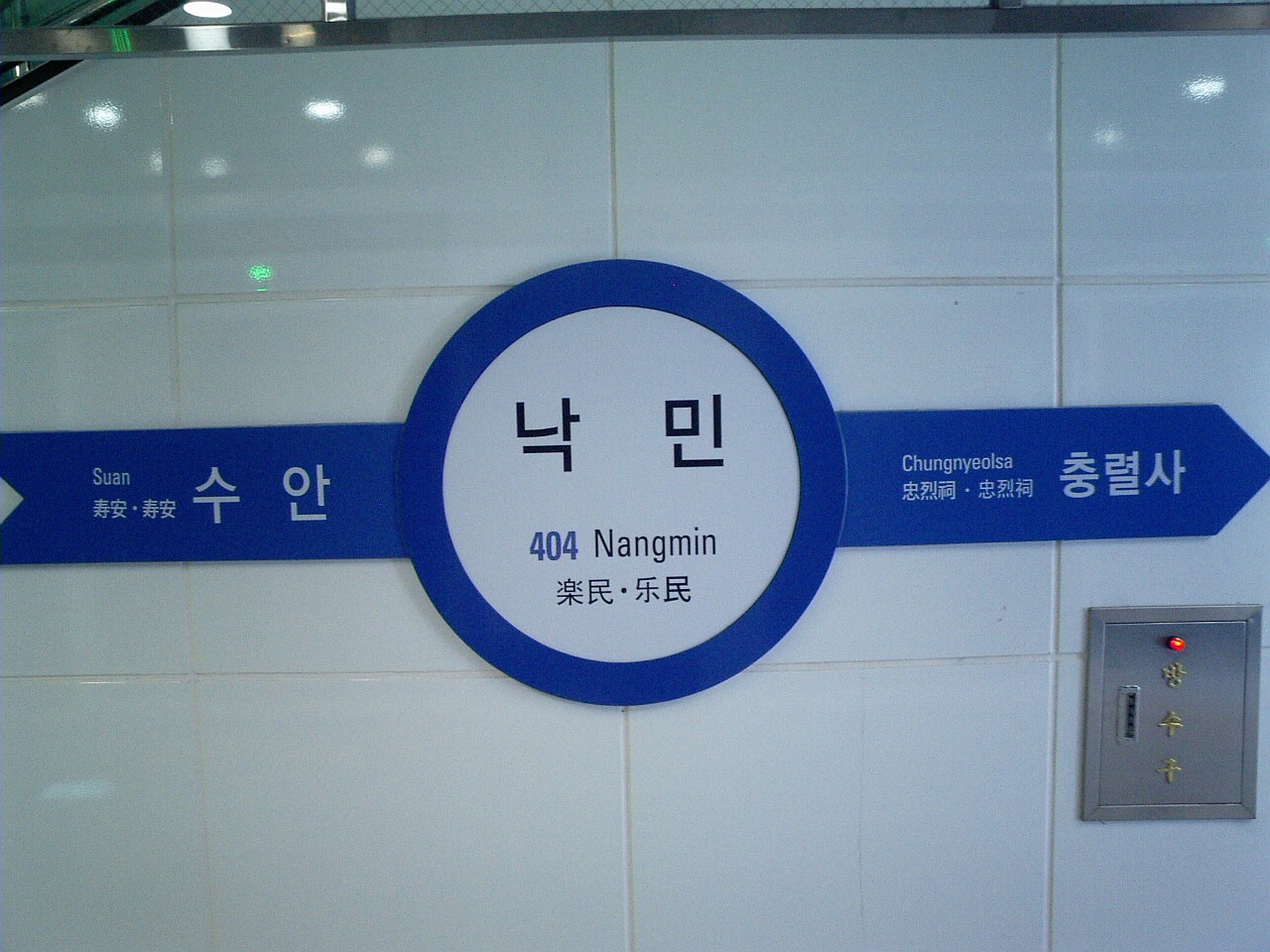
站名牌
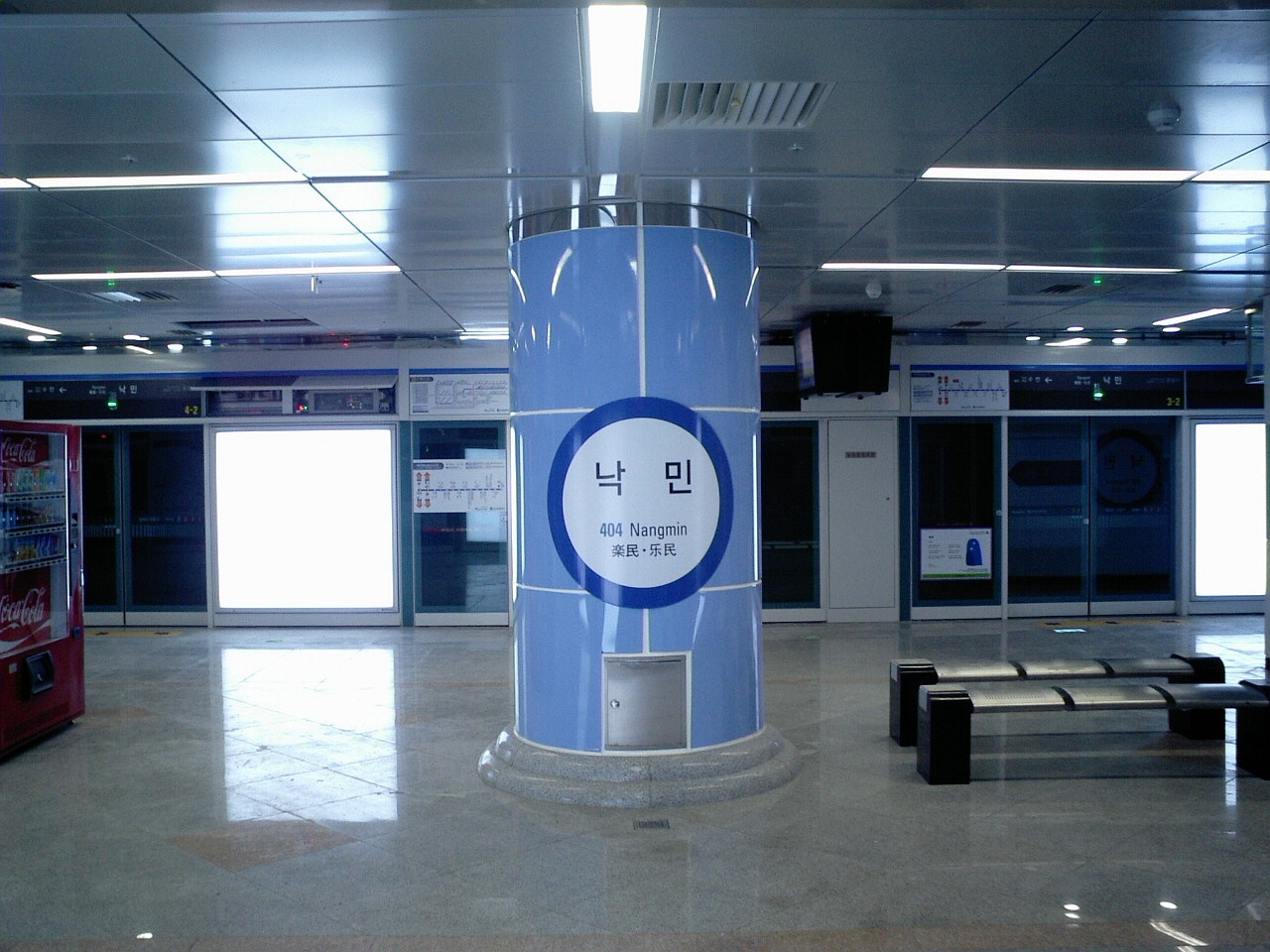
月臺及圓柱站牌
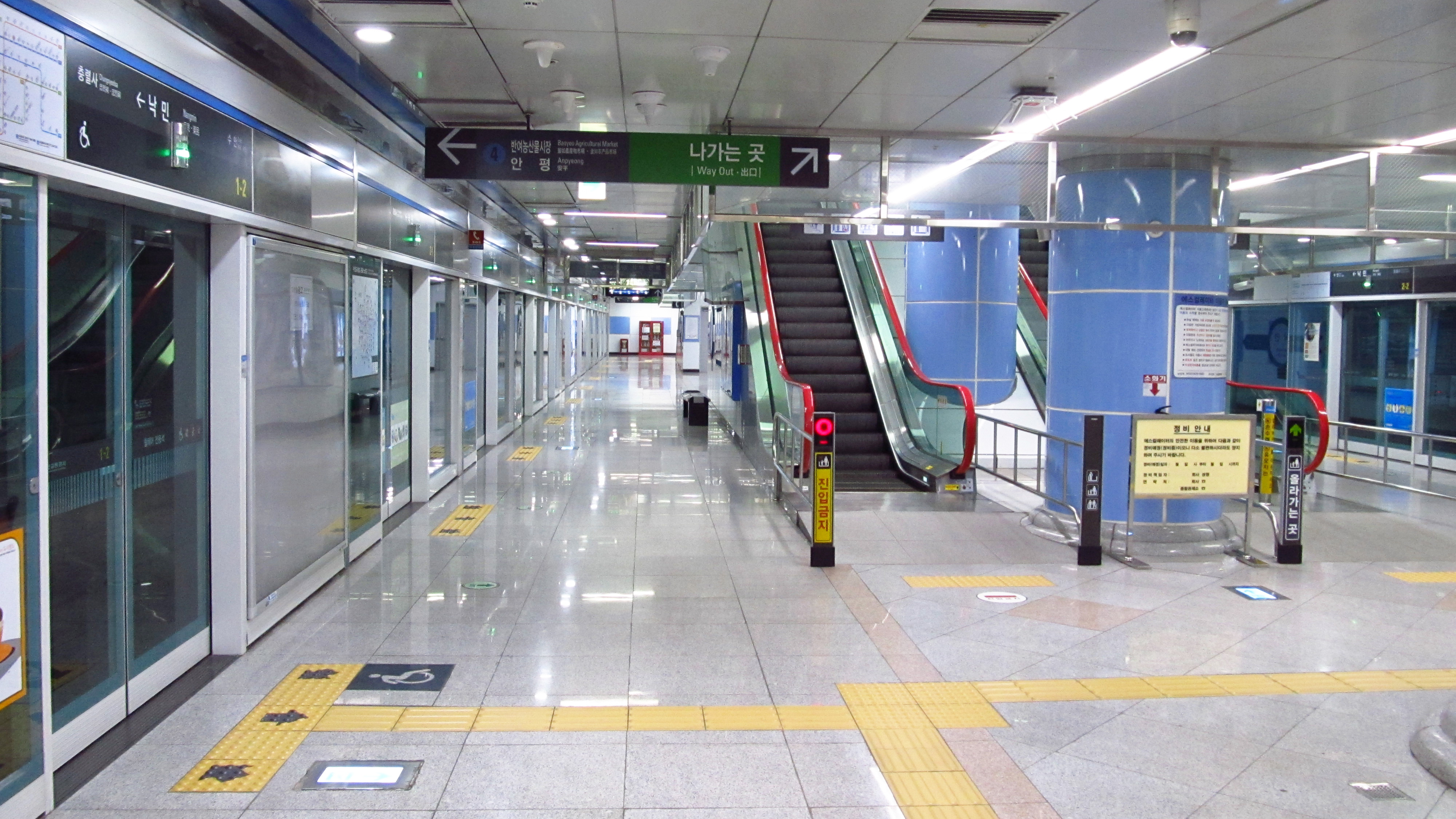
候車月臺
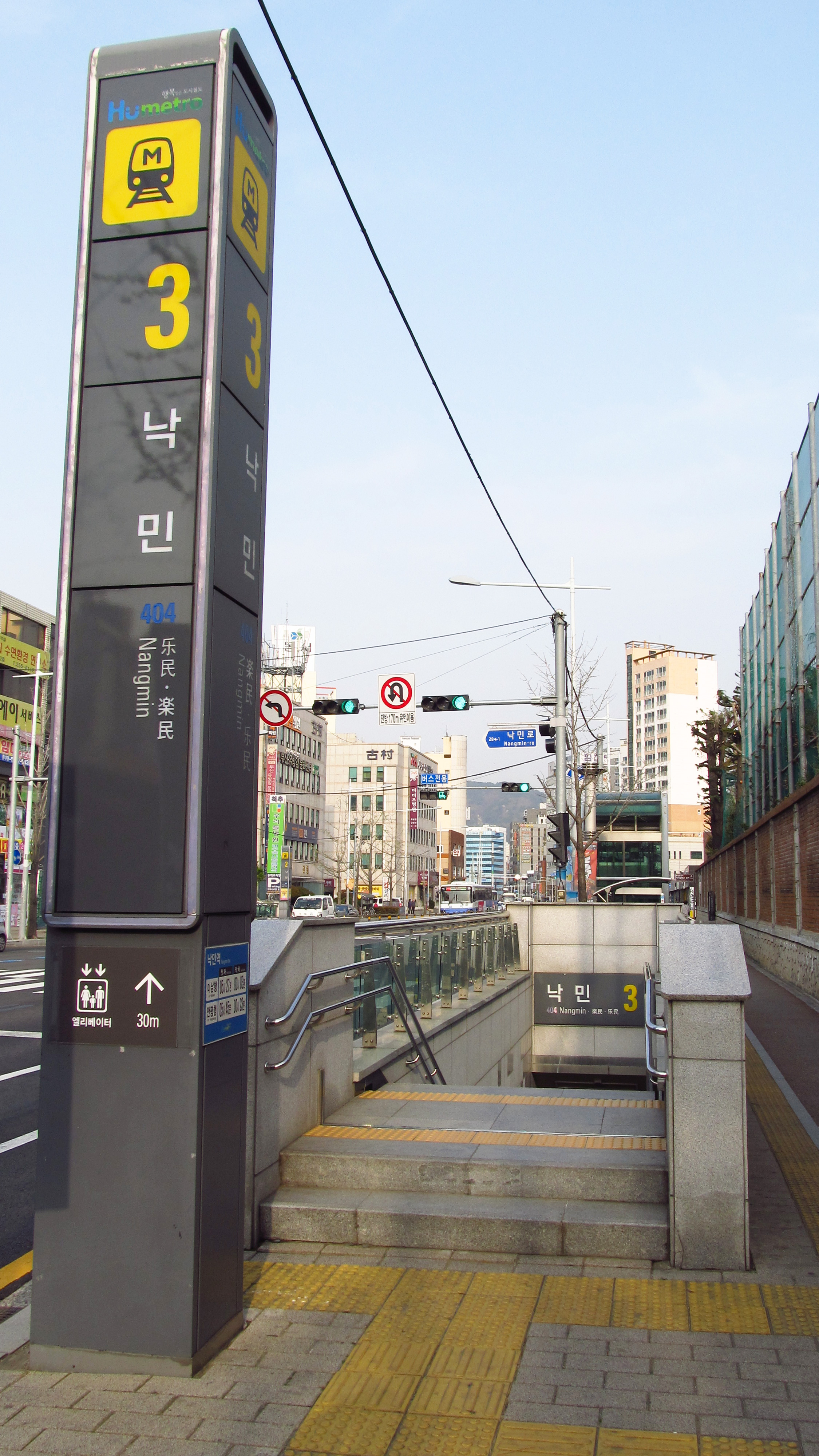
3號出口
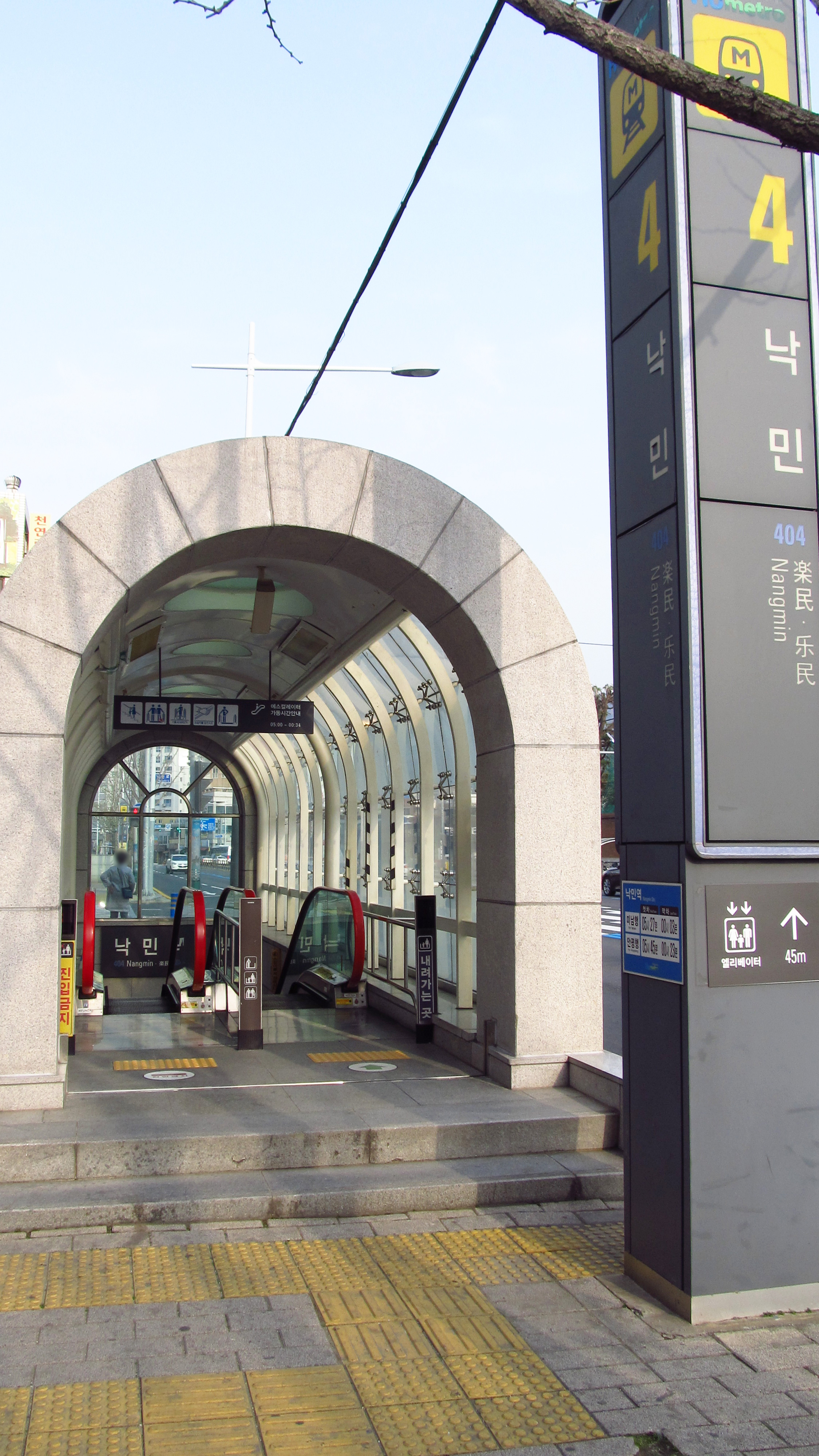
4號出口

## 相鄰車站
釜山交通公社
●釜山都市铁道4号线
壽安（403）－樂民（404）－忠烈祠（405）